# Arroyo Gardens
Arroyo Gardens – jednostka osadnicza w Stanach Zjednoczonych, w stanie Teksas, w hrabstwie Cameron.